# No me importa morir
«No me importa morir» es una canción interpretada por la banda argentina de rock El Otro Yo, que está incluida en su tercer álbum de estudio, titulado Abrecaminos así lanzado como también el primer sencillo de dicho disco por Besotico Récords en 1999.

## Antecedentes
La canción fue escrita por el vocalista Cristian Aldana, y hace alusión de una exploración intensa y oscura de la posesión y el control en una relación.

## Lista de canciones

### CD - Promo
| No me importa morir — Single |                       |          |  |
| N.º                          | Título                | Duración |  |
| 1.                           | «No me importa morir» | 4:56     |  |

## Posiciones en las listas
| Listas                                     | Posición |
| ------------------------------------------ | -------- |
| Estados Unidos Billboard Latin Pop Airplay | 40       |

## Premios y nominaciones
| Año  | Publicación          | País          | Lista                                               | Puesto |
| ---- | -------------------- | ------------- | --------------------------------------------------- | ------ |
| 2006 | Alborde              | EUA           | 500 canciones del Rock Iberoamericano               | 189°   |
| 2009 | Rock en las Américas | Latinoamérica | Las 120 mejores canciones del rock hispanoamericano | 109°   |
| 2014 | Rolling Stone        | Argentina     | 100 canciones más destacadas del rock argentino     | 30°    |